# Sotto 'o sole
Sotto 'o sole è il dodicesimo album in studio del cantautore italiano Pino Daniele pubblicato nel dicembre 1991.

## Il disco
Il lavoro contiene riletture di brani già pubblicati tra il 1977 e il 1980 e due temi inediti tratti dalla colonna sonora del film Pensavo fosse amore... invece era un calesse di Massimo Troisi, che firma anche il testo di 'O ssaje comme fa 'o core.
Il motivo che fa da traino all'intero disco è la ballata Quando, che sarà tra le canzoni più celebri dell'intero canzoniere di Daniele, oltre il legame cinematografico. Tra le nuove versioni, invece, si distinguono Saglie saglie (dove ancora Troisi presta la propria voce, recitando "in risposta" al canto di Daniele), e Sotto 'o sole, che qui presenta una seconda strofa cantata aggiunta all'unica strofa originale e inoltre contiene un pregevole solo di chitarra elettrica del jazzista statunitense Mick Goodrick, in veste di guest star.

## Successo
Sotto 'o sole fu il 38º disco più venduto del 1992, raggiungendo come picco nella classifica il 7º posto, vendendo circa 200 000 copie.

## Tracce
1. Saglie saglie
2. Quando
3. Maronna mia
4. Voglio di più
5. Sotto 'o sole
6. Cammina cammina
7. 'O ssaje comme fa 'o core
8. Chi tene 'o mare
9. Donna Cuncetta
10. Viento

## Formazione
- Pino Daniele – voce, chitarra, tastiera, mandolino
- Matteo Saggese – tastiera
- Marcello Todaro – programmazione
- Alfredo Paixão – basso
- Rosario Jermano – batteria, percussioni
- Giulio Clementi – programmazione
- Karl Potter – batteria, congas
- Mick Goodrick – chitarra elettrica (in Sotto 'o sole, O ssaje comme fa 'o core e Viento)
- Demo Morselli – tromba

## Classifiche

### Classifiche settimanali
| Classifica (1991) | Posizione massima |
| ----------------- | ----------------- |
| Europa            | 49                |
| Italia            | 3                 |

### Classifiche di fine anno
| Classifica (1992) | Posizione |
| ----------------- | --------- |
| Italia            | 38        |